# Queca Campillo
Angélica “Queca” Campillo Álvarez (Cáceres, 28 de marzo de 1950-Cáceres, 5 de mayo de 2015) fue una fotoperiodista y una de las primeras mujeres que se dedicaron al periodismo gráfico en España. Entre su obra destacó el retrato a las principales figuras políticas de la transición española, también las imágenes de mujeres a las que dio visibilidad con su cámara.  En 1980 recibió el Premio Nacional de Periodismo Gráfico.

## Biografía
Nació en una acomodada familia de juristas, fue una de las primeras mujeres fotógrafas de prensa. Apasionada de la fotografía desde niña, se compró una cámara Kodak con el dinero que ganó en un concurso. Licenciada en Filosofía y Letras por la Universidad de Salamanca inició su carrera como fotógrafa de prensa en 1972, en El Correo de Zamora diario en el que su marido, el periodista Javier Rodrigo, era subdirector. Posteriormente trabajó en las ediciones regionales del diario Pueblo. Primero Pueblo-Valladolid y más tarde Pueblo-Vallecas hasta terminar en la redacción central del periódico. «En Vallecas —contaba en una de sus entrevistas— estuve en la época anterior a la muerte de Franco. Estaba por allí el padre Llanos, un jesuita muy reivindicativo, y el ambiente era de continua manifestación. Hacía muchas fotos de grises pegando a obreros, de obreros rompiendo escaparates y ninguna pasaba la censura».
Entre 1976 y 1981 acompañó al entonces presidente del Gobierno Adolfo Suárez en sus visitas oficiales a Siria, Arabia Saudí y Yugoslavia, esta última con motivo de la muerte del presidente Tito. Además viajó con los reyes Juan Carlos y Sofía a México, Nepal, Tailandia, Grecia, Rusia, Cuba, y otros. Posteriormente se incorporó al Grupo Zeta y trabajó la revista Tiempo. También publicó su obra en medios internacionales como Paris Match, Der Spiegel o The Times.
Tras jubilarse regresó a su Cáceres natal donde murió de cáncer en mayo de 2015 a los 65 años.

## Obra
Fotógrafa realista, prefería la naturalidad buscando la complicidad de la persona a la que fotografiaba. Entre el objetivo de sus trabajos, buscar la sensación positiva.
Junto a Colita, Marisa Flórez y Cristina García Rodero fue una de las pocas mujeres fotoreporteras de su generación.
Expuso su obra en varias ocasiones. En 1999 presentó El álbum de Queca Campillo, 20 años de reportera en la Fundación Carlos de Amberes de Madrid, inaugurada por el Rey Juan Carlos. En el 2000 expuso en el Instituto Cervantes de Múnich y en la Fundación Santillana del Mar y en 2004 en el Casal Balaguer de Palma de Mallorca donde presentó una colección de 34 retratos femeninos de todo el mundo, entre ellos el de la Kumari, la niña diosa viviente de Nepal, a quien retrató durante una visita oficial de los Reyes de España a este país y única imagen que existe de ella. En 2006 junto a Marisa Flórez presentó Memorias y miradas con motivo del aniversario del golpe de Estado de 1981. En 2009 organizó en Badajoz la exposición Mujeres en plural con una treintena de retratos.

## Publicaciones
- 1999 20 años que cambiaron España. Las fotos de Queca Campillo. Contadas por José Oneto. Ediciones B. Publicación en la que repasa en imágenes momentos claves de la sociedad, la política española y la familia real.

## Premios
- 1979 Premio Popular del diario Pueblo
- 1980 Premio Nacional de Periodismo Gráfico
- 2001 Premio de la revista Ari a la mejor fotógrafa[9]